# Claire Pichet

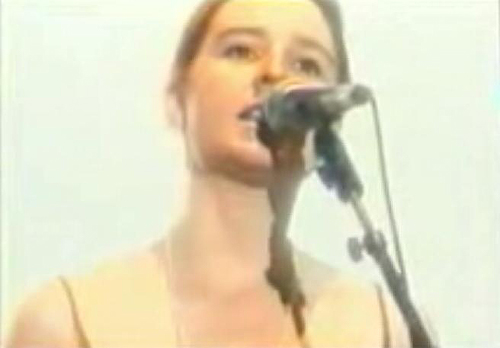
Claire Pichet

Claire Pichet é uma cantora francesa. É conhecida por seus trabalhos junto ao compositor francês Yann Tiersen.